# 奧扎克美洲鱥
奧扎克美洲鱥（學名：Notropis ozarcanus），為輻鰭魚綱鯉形目雅羅魚科的其中一種，分布於北美洲美國密蘇里州南部和阿肯色州北部的奧扎克高地白河和黑河流域，本魚呈長橢圓形且側扁，眼大、口近下位，體長可達7.5公分，棲息沙石底質、水流快速的溪流，以小型無脊椎動物為食，生活習性不明。